# Har Rechav'am
Har Rechav'am (hebrejsky: הר רחבעם) je vrch o nadmořské výšce 389 metrů v jižním Izraeli, v pohoří Harej Ejlat.
Nachází se cca 6 kilometrů západně od centra města Ejlat a necelé 2 kilometry východně od mezistátní hranice mezi Izraelem a Egyptem. Má podobu výrazného odlesněného skalního masivu, jehož svahy na všechny strany prudce spadají do hlubokých údolí, jimiž protékají vádí. Na jihovýchodní a jižní straně je to vádí [[Nachal
Rechav'am]], které ústí do vádí Nachal Šlomo, jež míjí horu na severní a východní straně a pak teče do Akabského zálivu. Na severní straně hory rovněž přijímá vádí Nachal Jehošafat. Okolní krajina je členěna četnými skalnatými vrchy. Na sever od Har Rechav'am je to hora Har Jehošafat, na západě Cukej Gišron, na jihu bezejmenný kopec s kótou 397 a dále k jihu vrch Har Cfachot. Pouze východně od hory se terén srovnává do nevelké náhorní plošiny Ramat Jotam. Okolí hory je turisticky využíváno, prochází tudy Izraelská stezka, jež nedaleko odtud na egyptské hranici končí.